# Francesco Caiani
Francesco Caiani (Montevarchi, ... – Firenze, ...; fl. XVI secolo) è stato un medico italiano.

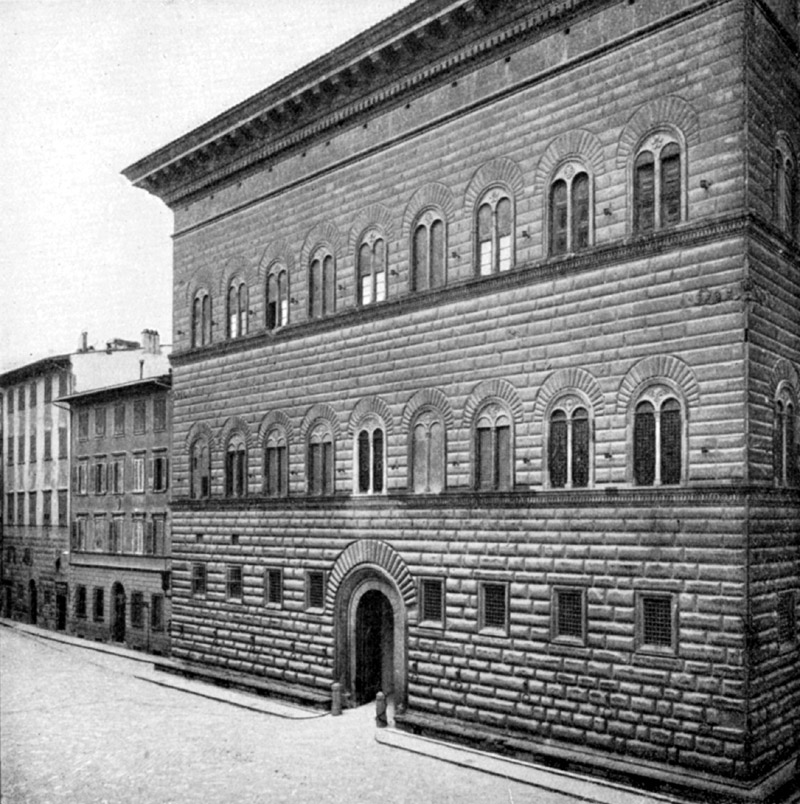
Palazzo Strozzi a Firenze, dove il Caiani era medico di famiglia

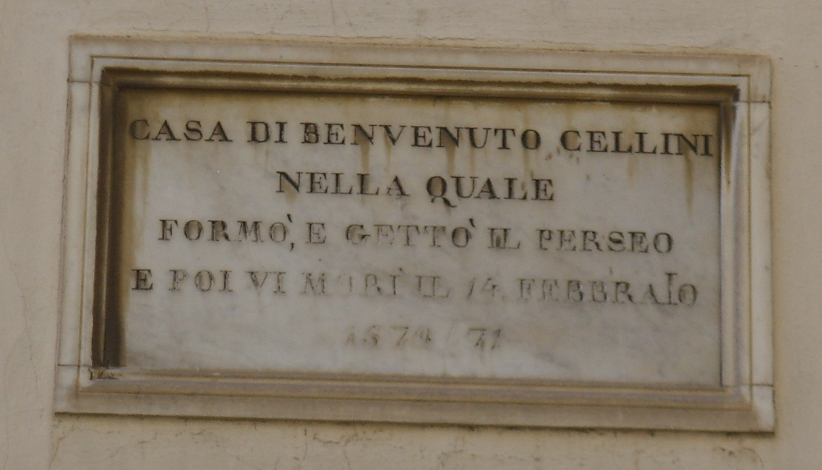
La casa di Cellini in via della Pergola a Firenze dove Caiani curò l'artista appena stato avvelenato

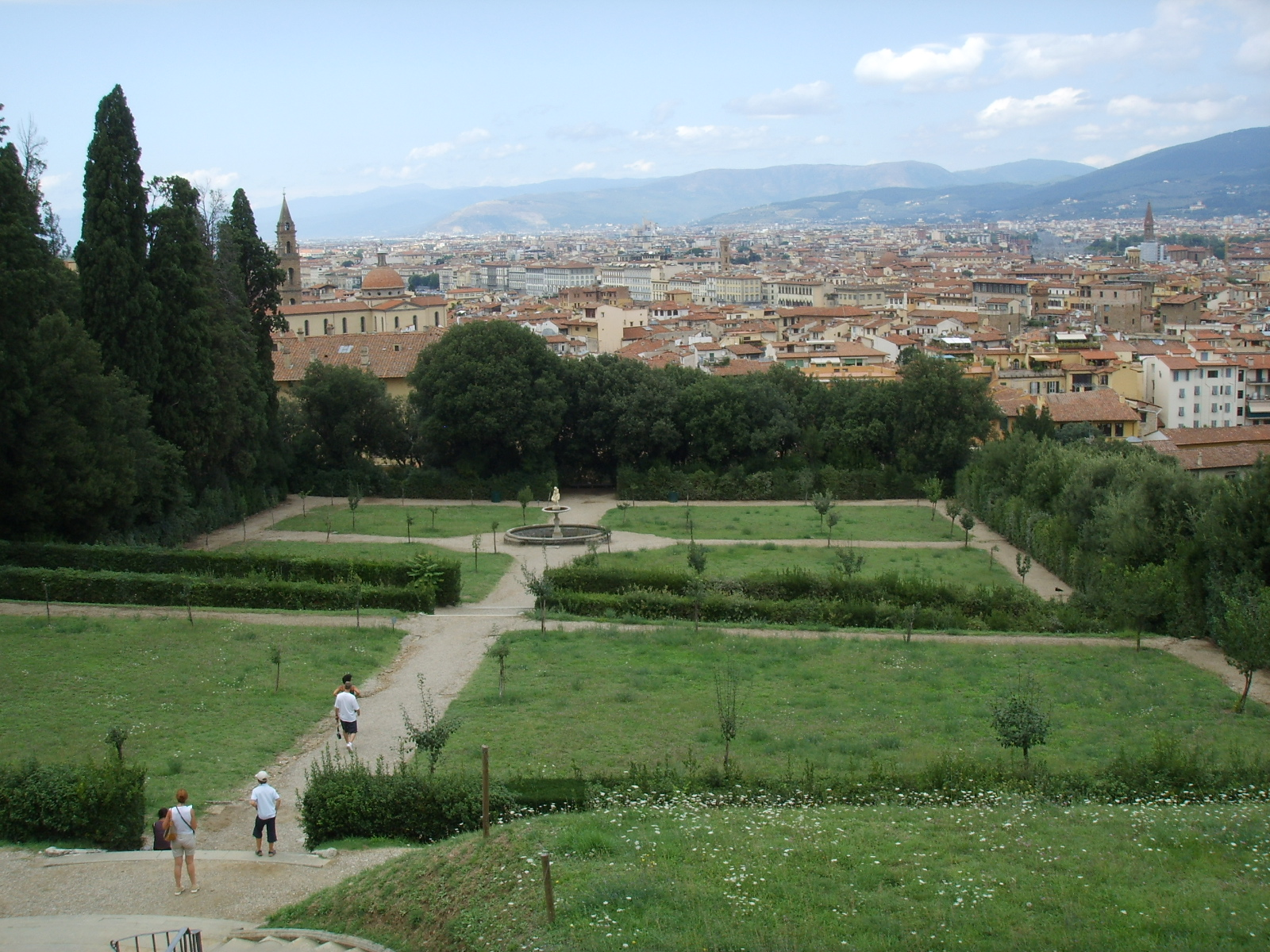
Il Giardino di Boboli di Palazzo Pitti, dove si svolse la festa delle nozze granducali

Nonostante nelle cronache il suo patronimico sia stato storpiato più volte fino ad assumere la forma definitiva di Caiani con cui è divenuto celebre, Francesco in realtà apparteneva alla famiglia Catani di Montevarchi e per questo era detto anche Francesco da Montevarchi o Francesco Montevarchi. Comunque sia Francesco Catani o Caiani fu, nella Firenze del '500, il medico più famoso del suo tempo tanto che Giorgio Vasari lo definì «fisico eccellentissimo».
Era amico personale di Benedetto Varchi, suo conterraneo, che per questo lo nomina anche ne L' Ercolano come «l'eccellentissimo maestro Francesco Caiani col quale sono con molti e strettissimi nodi indissolubilmente legato».
Medico delle star di Firenze veniva consultato dalle famiglie più nobili e facoltose. Come gli Strozzi a cui, oltre a quella del padre Filippo Strozzi, affidarono la salute della contessina Luisa, moglie di Luigi Capponi, avvelenata dal duca Alessandro perché non voleva cedere alle sue avances. «Chiamato subito Francesco da Montevarchi, fisico eccellente che nell'arte Ippocratica aveva in Italia in quei tempi pochi pari o nessuno, dal colore del volto e degli occhi si accorse che minacciata era da una sollevazione di bile, sicché prescrisse i farmachi e raccomandò la quiete e la tranquillità dell inferma».
Ma la sua fama si estendeva anche al de la' degli Appennini come ricorda sempre Benedetto Varchi «essendo ito maestro Alessandro Menchi, mio nipote, a Ferrara con maestro Francesco Catani [sic] da Montevarchi, che è quel grande e dabbene uomo che voi sapete, per dover medicare l'illustrissima ed eccellentissima signora duchessa»
Tra i suoi pazienti più illustri figurò anche Benvenuto Cellini che lo ricorda tre volte nella sua autobiografia perché, con la vita turbolenta che conduceva, aveva spesso bisogno di ricorrere alle sue cure mediche, come quando, nel 1560, fu anche lui vittima di un avvelenamento: «Così malcontento mi stavo in letto, e mi facevo medicare da quell'eccellentissimo uomo di Maestro Francesco da Monte Varchi, Fisico, e insieme seco mi medicava di cerusia Maestro Raffaello de' Pilli; perché quel silimato mi aveva di sorte arso il budello del sesso, che io non ritenevo punto lo sterco. E perché il detto Maestro Francesco, conosciuto che il veleno aveva fatto tutto il male che è poteva (perché ei non era stato tanto, che gli avessi sopraffatta la virtù della valida natura, che lui trovava in me) impero mi disse un giorno: Benvenuto, ringrazia Iddio, perché tu hai vinto; e non dubitare, che io ti voglio guarire per far dispetto ai ribaldi, che t' hanno voluto far male. Allora Maestro Raffaellino disse: Questa sarà una delle più belle e delle più difficil cure, che mai ci sia stato notizia; sappi, Benvenuto, che tu hai mangiato un boccone di silimato. A queste parole Maestro Francesco gli dette in su la voce, e disse: Forse fu egli qualche bruco velenoso? Io dissi, che certissimo sapevo che veleno gli era, e chi me l'aveva dato: e qui ognuno di noi tacette. Eglino mi attesono a medicare più di sei mesi interi; e più di un anno stetti, innanzi chi io mi potessi prevalere della vita mia».
Caiani «che come il primo fisico della città [era] chiamato ed accarezzato dai più grandi e potenti», oltre a potersi permettere di essere un appassionato e un collezionista di opere d'arte, era anche un fine letterato che frequentava salotti importanti come quello di Laura Battiferri Ammannati e un protagonista del jet set fiorentino tanto che fu uno degli invitati al matrimonio di Francesco I de' Medici e di Giovanna d'Austria.